# Anne van het Groene Huis
Anne van het Groene Huis (originele titel: Anne of Green Gables) is een boek uit 1908 van de Canadese schrijfster Lucy Maud Montgomery. De Nederlandse vertaling "Anne van het Groene Huis" verscheen in 1910. Montgomery zette het verhaal over Anne Shirley voort in een aantal vervolgboeken. Vanaf 2016 zijn nieuwe vertalingen van de eerste vier delen van de serie door uitgeverij Karmijn op de markt gebracht.  
Er is er nog een grote groep fans wereldwijd, zowel volwassen als kinderen, voor wie Anne Shirley altijd jong blijft. Zowel mannen als vrouwen die in de verhalen van Anne's universele thema's "vrijheid van geest" en "emancipatie" herkennen.
De verfilmingen in 1985 en 1987 door Kevin Sullivan worden algemeen als zeer trouw aan de boeken beschouwd, hoewel de chronologische volgorde ietwat aangepast is.
In maart 2017 startte de tv-serie “Anne with an E” naar de gelijknamige boeken van Lucy Montgomery.
Na de capitulatie van Japan aan het einde van de Tweede Wereldoorlog werden de vertaalde boeken van Anne of Green Gables verspreid over de Japanse scholen. In Japan heeft "Anne" een cult-status verworven; elk jaar komen nog steeds tienduizenden Japanse toeristen speciaal naar Prince Edward Island in Canada, om te zien wat ze in de boeken gelezen hebben.
Ook in Taiwan, Singapore en Korea zijn de verhalen nog steeds populair.

## Inhoud
Het boek gaat over een weesmeisje dat Anne Shirley heet. Ze was mager, bleek en had sproeten, groene ogen en vuurrood haar. Zoals het in die tijd vaak gebeurde, werkte zij bij meerdere families en zorgde voor hun kinderen en hun huishouden. Ze werkte bij een grote familie, totdat de vader van de kinderen overleed door een hartaanval. Ze werd teruggestuurd naar het weeshuis, todat ze geadopteerd werd door Matthew en Marilla Cuthbert. Zij krijgen echter de schrik van hun leven als ze het meisje Anne krijgen opgestuurd, ze hadden immers een jongen verwacht. Marilla was van plan haar terug sturen, maar Matthew genoot van de fantasierijke en praatgrage Anne. En als Marilla uiteindelijk gehecht raakt aan Anne, geeft ze dit niet toe omdat ze een dame is die haar gevoelens niet goed kan uiten. Maar Anne lukt het om in haar hart te geraken, en het nooit te verlaten. Dan mag ze tot haar grote verrassing blijven, maar moet nog veel leren. Ze moet klusjes doen, maar dit loopt niet altijd foutloos. Ze raakt altijd in de problemen en laat zich wel eens meevoeren door haar fantasie. Zo voert ze haar hartsvriendin Diana per ongeluk dronken, verft ze ongewild haar haren groen en doet ze laxerende wonderolie in plaats van vanille in de taart. Ze is ook wel een opvliegend type. Zo slaat ze een lei kapot op het hoofd van klasgenoot Gilbert, omdat hij haar 'vuurtoren' noemt vanwege haar rode haar. En vliegt ze uit tegen mevrouw Linde, de deftigste vrouw van Avonlea, omdat ze Anne lelijk noemde. Als ze 16 is gaat ze naar een hogere school en daar krijgt ze de eer omdat ze de examens had gewonnen. Maar een paar dagen daarna sterft Matthew en blijven Anne en Marilla alleen achter. Anne besluit te stoppen met haar educatie en voor Marilla te zorgen. Hier is Marilla het niet mee eens, maar ze weet dat ze Anne niet kan ompraten en stemt toe. Anne wil een baantje krijgen in de school van Avonlea, maar die is al bezet door haar aartsvijand Gilbert. Maar als hij hoort dat Anne de baan graag zou hebben geeft hij zijn baan op voor Anne. Daar is ze heel dankbaar voor en bedankte hem, waarna zij vrienden werden en nog vaak afspraken. Marilla en Anne leefden nog lang in het groene huis.

## Vervolgen
| # | Originele titel        | Uitgegeven | Leeftijd van Anne Shirley |
| 1 | Anne of Green Gables   | 1908       | 11—16                     |
| 2 | Anne of Avonlea        | 1909       | 16—18                     |
| 3 | Anne of the Island     | 1915       | 18—22                     |
| 4 | Anne of Windy Poplars  | 1936       | 22—25                     |
| 5 | Anne's House of Dreams | 1917       | 25—27                     |
| 6 | Anne of Ingleside      | 1939       | 34—40                     |
| 7 | Rainbow Valley         | 1919       | 41                        |
| 8 | Rilla of Ingleside     | 1921       | 49—53                     |

## Foto's Green Gables

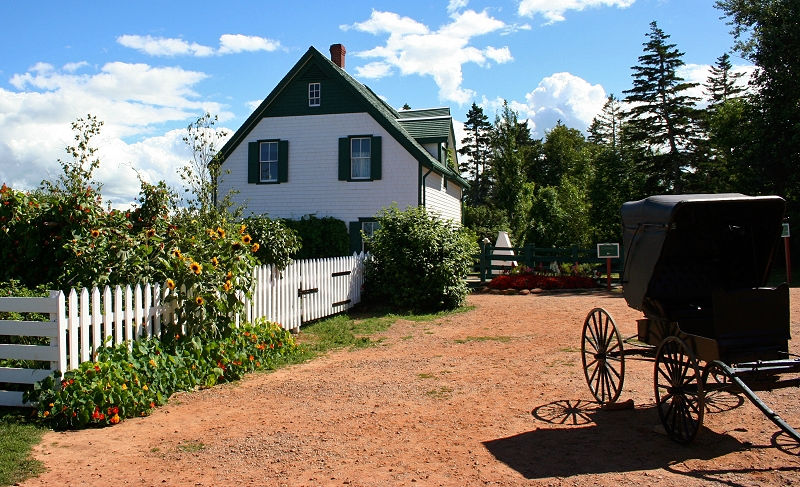
Green Gables, nu een nationaal museum
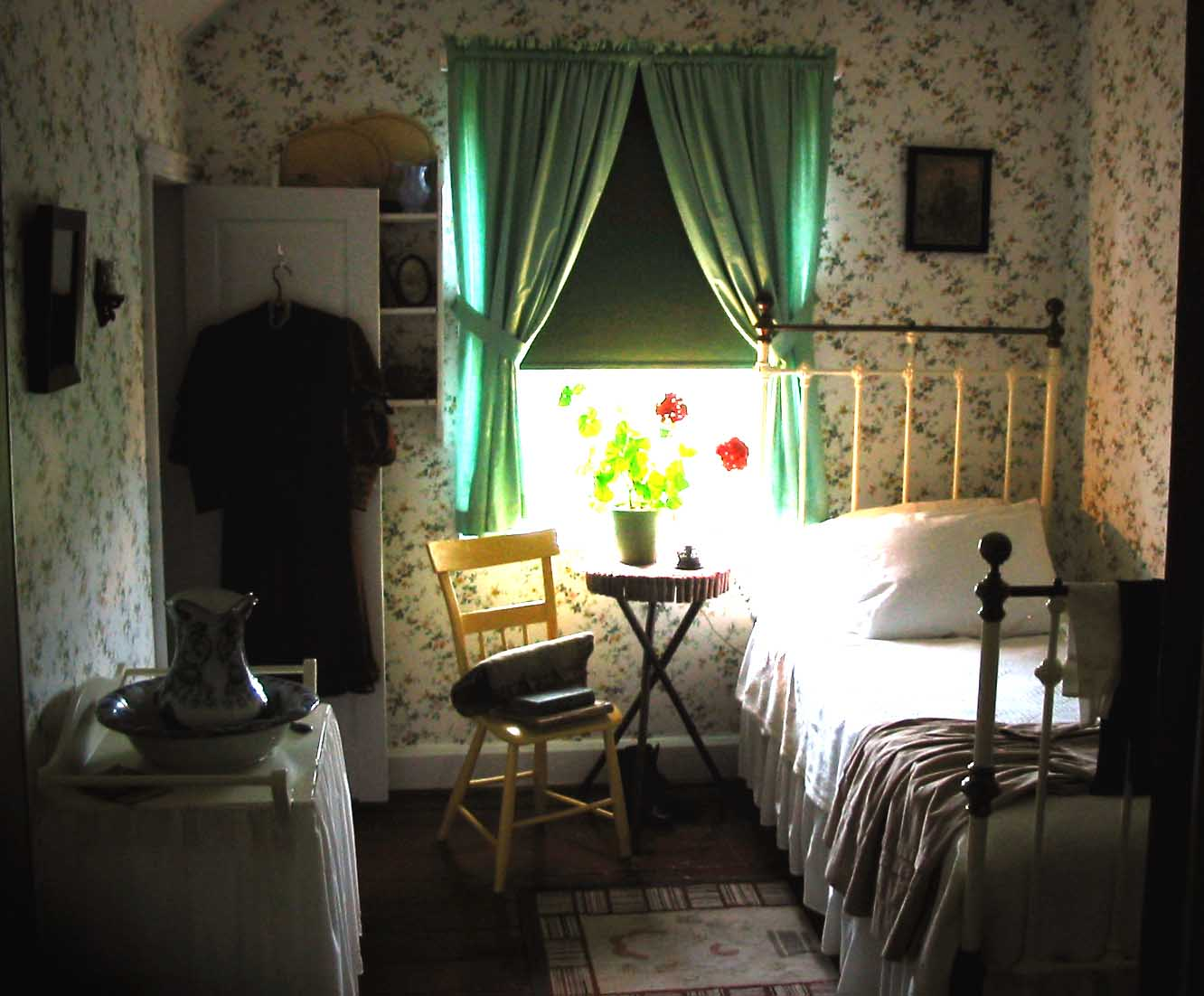
Anne's kamer in Green Gables